# Amblyglyphidodon
Genre
Amblyglyphidodon est un genre de poissons de la famille des Pomacentridae.

## Liste des espèces
Selon FishBase (22 janvier 2017) et World Register of Marine Species (22 janvier 2017) : 
- Amblyglyphidodon aureus (Cuvier, 1830)
- Amblyglyphidodon batunai Allen, 1995
- Amblyglyphidodon curacao (Bloch, 1787)
- Amblyglyphidodon flavilatus Allen et Randall, 1980
- Amblyglyphidodon flavopurpureus Allen, Erdmann & Drew, 2012
- Amblyglyphidodon indicus Allen et Randall, 2002
- Amblyglyphidodon leucogaster (Bleeker, 1847)
- Amblyglyphidodon melanopterus Allen et Randall, 2002
- Amblyglyphidodon orbicularis (Hombron et Jacquinot in Jacquinot et Guichenot, 1853)
- Amblyglyphidodon silolona Allen, Erdmann & Drew, 2012
- Amblyglyphidodon ternatensis (Bleeker, 1853)

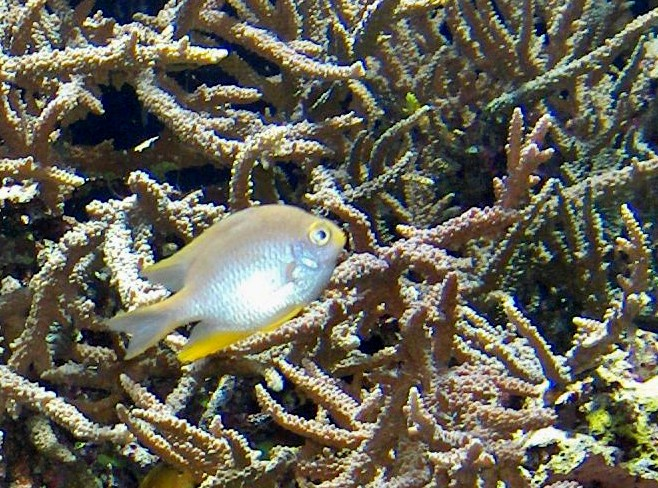
Amblyglyphidodon aureus
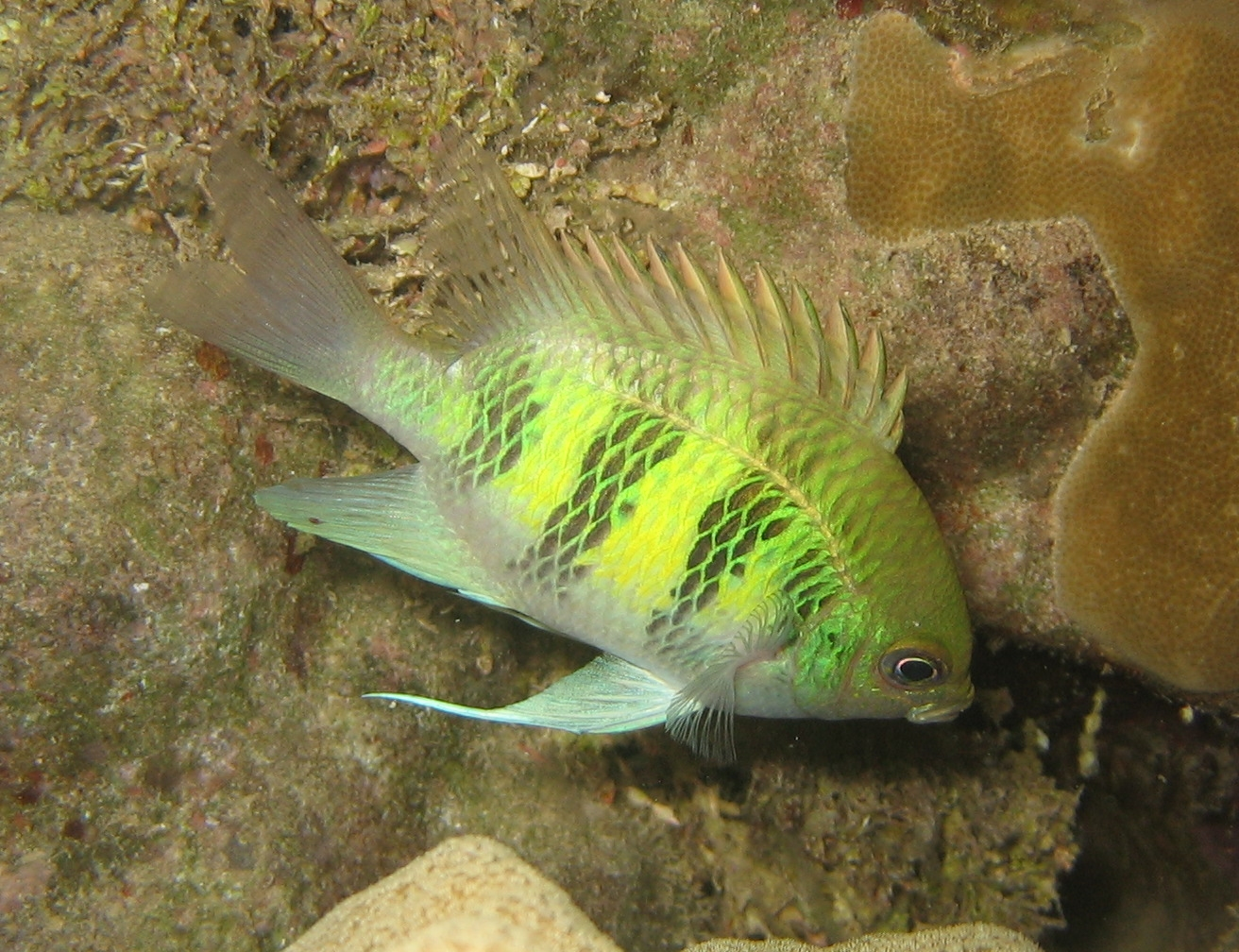
Amblyglyphidodon curacao
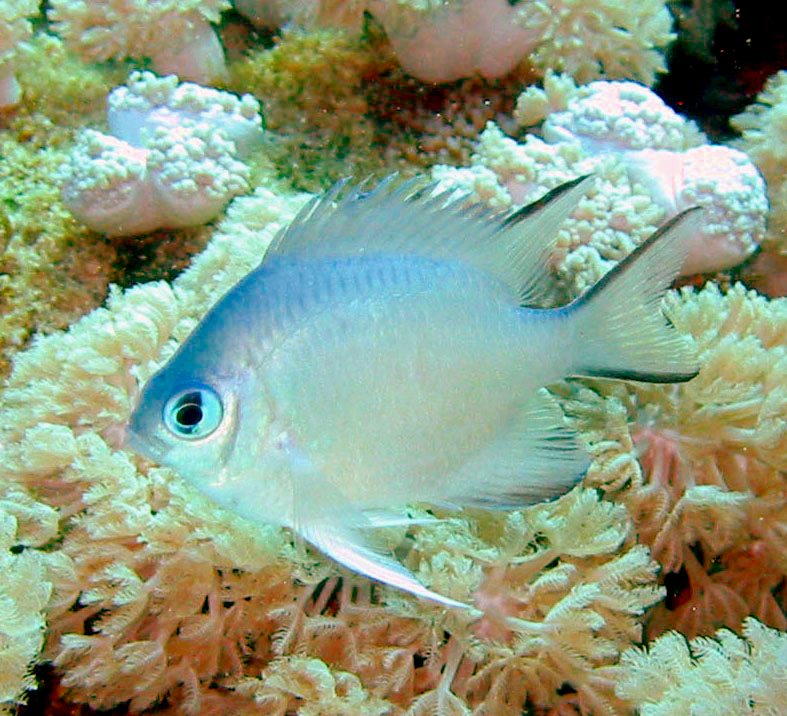
Amblyglyphidodon indicus
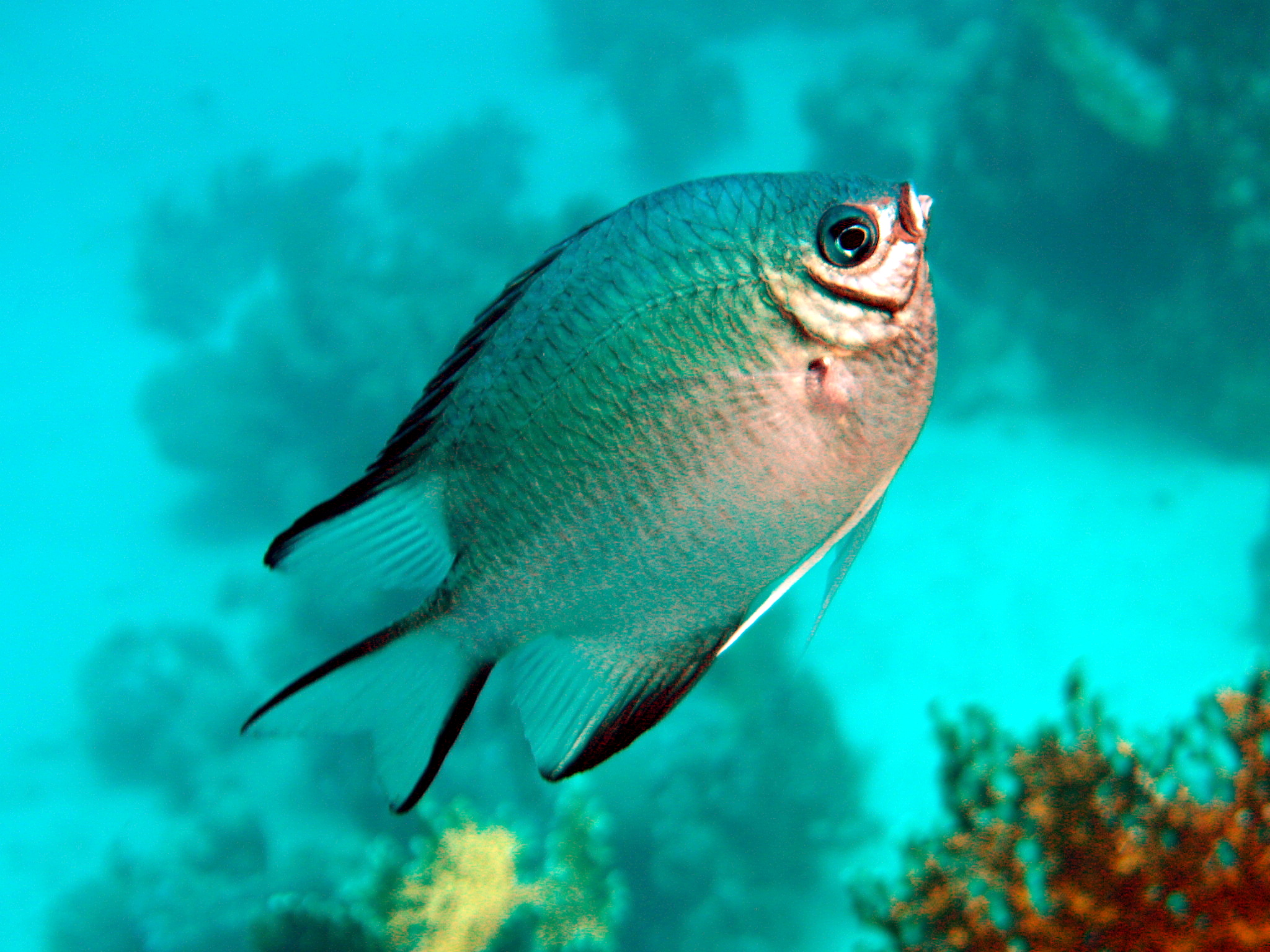
Amblyglyphidodon leucogaster